# 동북선도시철도
동북선도시철도 주식회사(東北線都市鐵道 株式會社)는 현대자동차그룹 산하로 서울 경전철 동북선 건설·관리·운영을 목적으로 하는 자회사다.

## 연혁
- 2018년 7월 20일: 설립
- 2020년 8월 1일: 서울 경전철 동북선 착공

## 같이 보기
- 서울 경전철 동북선
- 로템SRS